# مقوای گوگل
مقوای گوگل یک بستر واقعیت مجازی است که توسط گوگل ساخته شده‌است. این بستر به دلیل نمایشگر مقوایی تاشواش که یک تلفن هوشمند در آن قرار داده شده‌است، به عنوان یک سیستم کم‌هزینه برای تشویق علاقه و توسعه در اپلیکیشن‌های واقعیت مجازی در نظر گرفته شده‌است. کاربران یا می‌توانند با استفاده از مشخصات منتشر شده توسط گوگل، از بین اجزای ساده و کم‌هزینه نمایشگر خود را بسازند یا یک نمایشگری که از پیش ساخته شده‌است را خریداری کنند. برای استفاده از این بستر، کاربران اپلیکیشن‌های تلفن همراه سازگار با مقوا را بر روی تلفن خود نسب می‌کنند، آن را در پشت نمایشگر قرار می‌دهند و از طریق لنزها محتوای آن را مشاهده می‌کنند.

## سوارکردن و عملکرد نمایشگر
هدست‌های مقوای گوگل از اجزای ساده و کم‌هزینه ساخته شده‌اند. مشخصات هدست توسط گوگل طراحی شده‌است، که لیستی از قطعات، نمودارها و دستورالعمل‌های سوار کردن را به‌طور مجانی در وب‌سایت خود در دسترس قرار می‌دهد و به مردم امکان می‌دهد که خود مقوا را از قطعات موجود سوار کنند. نمایشگرهای پیش‌ساخته فقط تا فوریه ۲۰۱۶ که گوگل شروع به فروش نمایشگرهای خود از طریق فروشگاه گوگل کرد، از فروشندگان ثالث در دسترس بود.
قسمت‌هایی که یک نمایشگر مقوایی را تشکیل می‌دهد، یک تکه مقوا است که به یک شکل دقیق بریده شده، ۴۵ میلی‌متر لنزهای فاصله کانونی، آهن‌ربا یا نوار خازنی، یک اتصال‌دهنده قلاب و حلقه (مانند ولکرو)، یک نوار لاستیکی و یک ارتباطات میدان‌نزدیک اختیاری است. گوگل توصیه‌های بیشتری برای تولید در مقیاس بزرگ ارائه می‌دهد. کیت‌های از قبل سوار شده براساس این نقشه‌ها با هزینه کمتر از ۵ دلار آمریکایی از فروشندگان متعددی، که تعداد متنوعی مقوا را تولید کرده‌اند، در دسترس هستند.
هنگامی که کیت سوار شد، یک تلفن هوشمند در پشت دستگاه نسب شده و توسط دستگاه اتصال‌دهنده در جای خود قرار می‌گیرد. یک اپلیکیشن سازگار با مقوای گوگل تصویر صفحه نمایش تلفن‌های هوشمند را به دو قسمت تقسیم می‌کند، هر کدام برای یک چشم، و در عین حال برای مقابله با واپیچش از لنزها، اعوجاج بشکه را به هر تصویر اعمال می‌کند. نتیجه یک تصویر برجسته‌بین با یک میدان دید گسترده‌است.